# Monte Valestra
Il monte Valestra è una cima dell'Appennino tosco-emiliano alta 935 metri sul livello del mare. La vetta è situata all'interno del territorio del comune di Carpineti, in provincia di Reggio Emilia.
Con la sua forma tondeggiante, il monte costituisce l'estremità nord-orientale di una dorsale montuosa, di andamento sudovest-nordest, che separa la valle del Secchia da quella del Tresinaro. Sul versante orientale si sviluppa l'abitato della frazione di Valestra.

## Monumenti e luoghi d'interesse
Sulla vetta del monte si ergono due piccoli oratori medioevali dedicati rispettivamente a Santa Maria Maddalena e a San Michele.